# Coleman Francis Carroll
Coleman Francis Carroll (* 9. Februar 1905 in Pittsburgh; † 26. Juli 1977 in Miami) war ein US-amerikanischer Geistlicher und römisch-katholischer Erzbischof von Miami.

## Leben
Coleman Francis Carroll studierte Katholische Theologie am St. Vincent Seminary in Latrobe, Pennsylvania. Er empfing am 15. Juni 1930 das Sakrament der Priesterweihe. 1944 wurde Carroll an der Katholischen Universität von Amerika im Fach Kirchenrecht promoviert.
Am 25. August 1953 ernannte ihn Papst Pius XII. zum Titularbischof von Pitanae und bestellte ihn zum Weihbischof in Pittsburgh. Der Apostolische Delegat in den Vereinigten Staaten, Erzbischof Amleto Giovanni Cicognani, spendete ihm am 10. November desselben Jahres in der Saint Paul Cathedral in Pittsburgh die Bischofsweihe; Mitkonsekratoren waren der Bischof von Pittsburgh, John Francis Dearden, und der Bischof von Columbus, Michael Joseph Ready.
Am 13. August 1958 ernannte ihn Pius XII. zum Bischof von Miami. Die Amtseinführung erfolgte am 7. Oktober desselben Jahres. Am 2. März 1968 wurde Coleman Francis Carroll Erzbischof von Miami.